# 349年
| 千纪： | 1千纪                                                                                           |
| 世纪： | 3世纪 \| 4世纪 \| 5世纪                                                                         |
| 年代： | 310年代 \| 320年代 \| 330年代 \| 340年代 \| 350年代 \| 360年代 \| 370年代                       |
| 年份： | 344年 \| 345年 \| 346年 \| 347年 \| 348年 \| 349年 \| 350年 \| 351年 \| 352年 \| 353年 \| 354年 |
| 纪年： | 己酉年（鸡年）；东晋永和五年；前凉建兴三十七年；后赵太宁元年；代国建国十二年                    |

## 大事记
- 中國
  - 後趙天王石虎即皇帝位，舊太子黨人梁犢於關中叛變，石虎遣羌將姚弋仲及氐將苻洪平定，羌氐二族坐大。
  - 後趙皇帝石虎去世，子石世繼位，石世之兄彭城王石遵起兵奪權，不久廢石世自立。[1]
  - 石遵謀誅石閔，被石鑒向石閔告密，石閔派兵入宮殺石遵，擁立石鑒為後趙君主。[1]
  - 東晉外戚褚裒趁後趙皇帝石虎逝世之機領導北伐，但卻在代陂大敗於後趙南討大都督李農，褚裒在北伐失敗後因憂憤而發病，翌年去世。
  - 慕容垂親往都城龍城上書慕容儁建議趁後趙內亂出兵，在封奕等人的支持下，慕容儁以慕容垂為前鋒都督、建鋒將軍，選二十多萬精兵準備伐趙。

## 逝世
- 石虎，後趙第三位皇帝，諡號武帝。
- 石世，石虎之子後趙第四位皇帝，諡號少帝。
- 石遵，石虎第九子，後趙第五位皇帝。